# Корчиков Олег Глібович
Оле́г Глі́бович Ко́рчиков (біл. Алег Глебавіч Корчыкаў; 2 січня 1939, Гродеково, Приморський край, РРФСР, СРСР — 12 липня 2017, Мінськ, Білорусь) — радянський і білоруський актор театру і кіно. Заслужений артист РРФСР (23.12.1980).

## Біографія
У 1967 році закінчив Ленінградський державний інститут театру, музики і кінематографії. Протягом 1967—1970 років — актор Волгоградського драматичного театру. У 1970-х роках — актор Тульського театру драми імені Горького. З 1988 року працював в Національному академічному драматичному театрі імені Горького (Білорусь).
Зіграв понад 100 ролей у кінофільмах, в тому числі у стрічках Одеської кіностудії.

## Фільморафія
- «Пристань на тому березі» (1971)
- «Прямую своїм курсом» (1974),
- «Хлопчаки їхали на фронт» (1975),
- «Чарівне коло» (1976),
- «Третя сторона медалі» (1976),
- «Солдатки» (1977),
- «Артем» (1978),
- «Стратегія ризику» (1978),
- «Забудьте слово «смерть»» (1979),
- «Козаки-розбійники» (1979),
- «Капітан Збреши-голова» (1979),
- «Школа» (1980),
- «Хліб, золото, наган» (1980),
- «Золоті черевички» (1981),
- «Простір для маневру» (1982),
- «На перевалі не стріляти!» (1983),
- «Семен Дежньов» (1983),
- «Юрко — син командира» (1984),
- «В одне єдине життя» (1986),
- «Таємний посол» (1986),
- «Топінамбури» (1987),
- «Дике поле» (1991).